# 詹姆斯·麦克雷
詹姆斯·麦克雷（英語：James McRae，1987年6月27日—），澳大利亚男子赛艇运动员。他曾代表澳大利亚参加2008年、2012年和2016年夏季奥林匹克运动会赛艇比赛，获得一枚银牌和一枚铜牌。